# Mistrovství Československa v plavání 1983
Mistrovství Československa v plavání 1983 bylo 64. ročníkem letního mistrovství Československa. Uskutečnilo se v období od 21. července do 21. července 1983 v Bratislavě.

## Medailisté

### Muži
| Kategorie                      | Zlato                                                                  | Čas      | Stříbro                         | Čas      | Bronz                    | Čas      |
| ------------------------------ | ---------------------------------------------------------------------- | -------- | ------------------------------- | -------- | ------------------------ | -------- |
| 50 m volný způsob              | Marcel Géry (VŠ Trnava)                                                | 24,22    | Josef Hladký (RH Praha)         | 24,23    | Jarmil Proněk (RH Brno)  | 24,69    |
| 100 m volný způsob             | Marcel Géry (VŠ Trnava)                                                | 52,25    | Jarmil Proněk (RH Brno)         | 53,67    | Dvořák (VŠ Praha)        | 53,75    |
| 200 m volný způsob             | Radek Havel (VŠ Praha)                                                 | 1:54,91  | Dvořák (VŠ Praha)               | 1:55,69  | Jarmil Proněk (RH Brno)  | 1:56,14  |
| 400 m volný způsob             | Petr Adamec (Dukla Banská Bystrica)                                    | 4:01,58  | Radek Havel (VŠ Praha)          | 4:03,60  | Kršek (VŠ Praha)         | 4:12,65  |
| 1500 m volný způsob            | Petr Adamec (Dukla Banská Bystrica)                                    | 15:59,00 | Radek Havel (VŠ Praha)          | 16:24,00 | Wendl (St. Teplice)      | 16:33,92 |
| 100 m prsa                     | Petr Matoušek (RH Brno)                                                | 1:07,28  | Miroslav Milý (VŠ Praha)        | 1:07,52  | Bukovský (ZŤS Martin)    | 1:08,46  |
| 200 m prsa                     | Bukovský (ZŤS Martin)                                                  | 2:28,93  | Miroslav Milý (VŠ Praha)        | 2:28,96  | Petr Matoušek (RH Brno)  | 2:32,21  |
| 100 m motýlek                  | Marcel Géry (VŠ Trnava)                                                | 55,99    | Lukášek (Dukla Banská Bystrica) | 56,63    | Bukovský (ZŤS Martin)    | 56,99    |
| 200 m motýlek                  | Marcel Géry (VŠ Trnava)                                                | 2:03,26  | Lukášek (Dukla Banská Bystrica) | 2:05,53  | Joneš (RH Brno)          | 2:08,62  |
| 100 m znak                     | Josef Hladký (RH Praha)                                                | 58,75    | Jan Bidrman (VŠ Praha)          | 58,59    | Marko (UK Bratislava)    | 1:01,36  |
| 200 m znak                     | Josef Hladký (RH Praha)                                                | 2:06,36  | Jan Bidrman (VŠ Praha)          | 2:06,53  | Marko (UK Bratislava)    | 2:10,79  |
| 200 m polohový závod           | Josef Hladký (RH Praha)                                                | 2:08,22  | Jan Bidrman (VŠ Praha)          | 2:08,79  | Miroslav Milý (VŠ Praha) | 2:10,32  |
| 400 m polohový závod           | Josef Hladký (RH Praha)                                                | 4:30,86  | Jan Bidrman (VŠ Praha)          | 4:31,52  | Miroslav Milý (VŠ Praha) | 4:41,36  |
| štafeta 4×100 m volný způsob   | VŠ Praha (Dvořák, Jan Bidrman, Miroslav Smrčka, Radek Havel)           | 3:35,71  | Dukla Banská Bystrica           | 3:39,00  | RH Brno                  | 3:41,17  |
| štafeta 4×200 m volný způsob   | VŠ Praha (Dvořák, Radek Havel, Kršek, Miroslav Smrčka)                 | 7:57,21  | RH Brno                         | 7:58,99  | Dukla Banská Bystrica    | 8:01,71  |
| štafeta 4×100 m polohový závod | VŠ Praha I. (Miroslav Smrčka, Miroslav Milý, Jan Bidrman, Radek Havel) | 3:59,27  | RH Brno                         | 4:03,79  | RH Praha                 | 4:09,40  |

### Ženy
| Kategorie                      | Zlato                                                           | Čas     | Stříbro                              | Čas     | Bronz                            | Čas     |
| ------------------------------ | --------------------------------------------------------------- | ------- | ------------------------------------ | ------- | -------------------------------- | ------- |
| 50 m volný způsob              | Romana Frýdlová (VŠ Praha)                                      | 27,53   | Boturová (Univerzita Olomouc)        | 27,88   | Luptáková (Slovan Bojnice)       | 27,98   |
| 100 m volný způsob             | Romana Frýdlová (VŠ Praha)                                      | 59,39   | Boturová (Univerzita Olomouc)        | 59,90   | Luptáková (Slovan Bojnice)       | 1:00,56 |
| 200 m volný způsob             | Alice Henyšová (VŠ Praha)                                       | 2:08,9  | Šmídová (KIN České Budějovice)       | 2:10,41 | Holkupová (Univerzita Olomouc)   | 2:12,38 |
| 400 m volný způsob             | Alice Henyšová (VŠ Praha)                                       | 4:26,97 | Šmídová (KIN České Budějovice)       | 4:28,53 | Holkupová (Univerzita Olomouc)   | 4:36,51 |
| 800 m volný způsob             | Alice Henyšová (VŠ Praha)                                       | 9:04,78 | Šmídová (KIN České Budějovice)       | 9:11,64 | Burešová (VŠ Trnava)             | 9:38,32 |
| 100 m prsa                     | Poskočilová (VŠ Praha)                                          | 1:15,77 | Hálková (Lokomotiva Prešov)          | 1:17,80 | Šípová (VŠ Praha)                | 1:18,10 |
| 200 m prsa                     | Poskočilová (VŠ Praha)                                          | 2:43,21 | Halková (Lokomotiva Prešov)          | 2:46,83 | Burianová (Gottwaldov)           | 2:47,08 |
| 100 m motýlek                  | Martina Štefková (RH Praha)                                     | 1:04,70 | Domanická (Slovan Bojnice)           | 1:05,21 | Boturová (Univerzita Olomouc)    | 1:06,24 |
| 200 m motýlek                  | Martina Štefková (RH Praha)                                     | 2:18,88 | Domanická (Slovan Bojnice)           | 2:22,48 | Jirsáková (RH Praha)             | 2:25,01 |
| 100 m znak                     | Romana Frýdlová (VŠ Praha)                                      | 1:05,98 | Maršounová (Chemička Ústí nad Labem) | 1:06,88 | Šmolková (Univerzita Olomouc)    | 1:08,90 |
| 200 m znak                     | Romana Frýdlová (VŠ Praha)                                      | 2:23,71 | Vimmerová (Poldi Kladno)             | 2:25,99 | Karin Lohnická (SVŠT Bratislava) | 2:26,03 |
| 200 m polohový závod           | Romana Frýdlová (VŠ Praha)                                      | 2:26,04 | Wawrová (Slávia UK Bratislava)       | 2:27,41 | Holkupová (Univerzita Olomouc)   | 2:28,52 |
| 400 m polohový závod           | Wawrová (Slávia UK Bratislava)                                  | 5:08,62 | Martina Štefková (RH Praha)          | 5:10,86 | Šmídová (KIN České Budějovice)   | 5:14,73 |
| štafeta 4×100 m volný způsob   | Univerzita Olomouc (Šmolková, Šupíková, Boturová, Holkupová)    | 4:06,25 | VŠ Praha                             | 4:11,40 | Slovan Bojnice                   | 4:11,92 |
| štafeta 4×100 m polohový závod | VŠ Praha (Romana Frýdlová, Poskočilová, Šípová, Alice Henyšová) | 4:35,14 | Univerzita Olomouc                   | 4:38,32 | RH Praha                         | 4:43,31 |